# Piotr Domalewski
Piotr Domalewski est un acteur et réalisateur polonais, né le 17 avril 1983 à Łomża.

## Filmographie
Acteur
- 2015 : Ojciec Mateusz (série TV), Czarek Ruberski
- 2015 : Komisarz Alex (série TV), un paparazzi
- 2016 : Druga szansa (série TV), le photographe
- 2019 : Wycieczka, Andrzej

Réalisateur
- 2017 : 60 kilo niczego, court-métrage
- 2017 : Silent Night (Cicha noc)
- 2020 : I Never Cry (Jak Najdalej Stąd)
- 2021 : Sexify (série télévisée)
- 2021  : Opération Hyacinthe (Hiacynt)

## Récompenses et distinctions
- Festival du film polonais de Gdynia en 2017 (pour son film Cicha noc)
  - Lion d'or
  - Lion des Journalistes
  - Lion du Jury Jeunes
- Polskie Nagrody Filmowe en 2018 (pour son film Cicha noc)
  - Aigle du meilleur film
  - Aigle du meilleur réalisateur
  - Aigle du meilleur scénario
  - Découverte de l'année